# Luogosano
Luogosano est une commune italienne de la province d'Avellino dans la région Campanie en Italie.

## Géographie
Le village surplombe le fleuve Calore Irpino et son histoire est très ancienne (mentionné dès le Ve siècle), malgré sa faible taille.

## Histoire
Le pays est considéré comme l'entrée des colonies romaines en période taurasini, qui a érigé un endroit où étaient les malades à recouvrer la santé.D'autres pensent que le pays est passé de « Cisauna ». La trempe des pierres tombales et autres antiquités ont preuve de l'existence dans les premières années du christianisme. Les Lombards sont devenus chrétiens construit le monastère de s. Locosano m., qui est devenu célèbre par 682 à 1012. Il dépendait de s. Vincenzo al Volturno et Abbesses avaient beaucoup de concessions.Il faut dire, cependant, le monastère fut fondé en 754 de Teodorava épouse du Lombard Duke Romuald à Bénévent. Au moment de Gisulf: 689 à 706 Locosano déjà existé en paroisse et l'existence du pays par le Duke Liutprand a été donné au monastère de s. Locosano m..
En Locosano 982 est un pays de paysans dans le monastère de s. Maria. La même année, l'Empereur Othon 2° n'est mentionné dans un acte de donation à l'abbaye de s. Vincenzo al Volturno avec ces motsCellam quoque s. Mariae in partibus Bahadur dictus "Sanus-Locus".
Dans 1012 p. Sergio 4° confirmée parmi les biens de l'abbé de l'église de Locosano Volturno. Plus tard, il parle plus étant donné le peu d'importance de la ville.
Dans 1241 le pays est toujours ainsi appelé Locosano où devrait contribuer à maintenir le château de Acquaputrida. Il s'avère que, les première rivalité du pays fut abbesse du monastère de s. m. de Locosano jusqu'à ce que le corps religieux de 5° a diminué et a réussi en fief Roberto Fontanarosa, Gerardo et frères à 1300. Après que Tamayo était de Capece et Boniface FR. 9° la vendue à James Filandieri qui transmet à son 4 ° Galat Philip le prêtre qui se brouille alors en sa possession. C'est alors la dot de Catherine Filangieri qui a conduit le fief à l'époux Gianni Caracciolo, Prince d'Avellino, a réussi par cheval de Troie, puis de James Campbell qui perd le fief de la rébellion.
1470 là étaient seulement 180 habitants et était helf de Gesualdo. Fabrizio suivie en 1577, Luigi, Fabrizio 2 4 ° °. puis Isabella Gesualdo épousa Nicolo Ludovisio, puis la fille Lavinia est mort sans héritiers et morts à la Cour fut acheté par le père de Lavinia : Nicolo mourut en 1717.
Les héritiers vendus le fief en 1725 à Anna Orimini Hôtels pour Dp. 26454 qui le vendit à son tour pour Dp: Orimini. 60000 Francis Pan, patrizio beneventano qui, dans 1733, fut fait Marquis de Locosano et meurt célibataire en 1778 lui succéda Donizio frère Marquis du 2°, Luogosano, puis g. Battista qui était la 3e et dernière en 1803.
Cette terre est aussi connue sous les noms : Lucusano, Locosano, Locossano et cesser.

## Administration
| Période                                  | Période | Identité | Étiquette | Qualité |
| ---------------------------------------- | ------- | -------- | --------- | ------- |
|                                          |         |          |           |         |
| Les données manquantes sont à compléter. |         |          |           |         |

### Communes limitrophes
Fontanarosa, Lapio, Paternopoli, San Mango sul Calore, Sant'Angelo all'Esca, Taurasi